# Internazionali d'Italia 1993
Italian Open 1993 — тенісний турнір, що проходив на ґрунтових кортах Foro Italico в Римі (Італія). Належав до турнірів 1-ї категорії в рамках Туру WTA 1993 і серії ATP Super 9 в рамках Туру ATP 1993. Відбувсь уп'ятдесяте. Жіночий турнір тривав з 3 до 9 травня 1993 року, чоловічий - з 10 до 17 травня 1993 року.

## Фінальна частина

### Одиночний розряд, чоловіки
Джим Кур'є —  Горан Іванишевич, 6–1, 6–2, 6–2
- Для Кур'є це був 4-й титул за сезон і 13-й - за кар'єру.

### Одиночний розряд, жінки
Кончіта Мартінес —  Габріела Сабатіні, 7–5, 6–1
- Для Мартінес це був 3-й титул за сезон і 14-й — за кар'єру.

### Парний розряд, чоловіки
Якко Елтінг /  Паул Гаргейс —  Вейн Феррейра /  Марк Кратцманн, 6–4, 7–6

### Парний розряд, жінки
Яна Новотна /  Аранча Санчес Вікаріо —  Мері Джо Фернандес /  Зіна Гаррісон-Джексон, 6–4, 6–2